# 스즈키 다카후미
스즈키 다카후미(일본어: 鈴木 崇文, 1987년 11월 17일 ~ )는 일본의 축구 선수이다.

## 구단 경력
그는 2012년부터 2018년까지 J리그의 FC 마치다 젤비아, 파지아노 오카야마, 더스파구사쓰 군마에서 활동하였다.